# Province de Castrovirreyna
La province de Castrovirreyna (en espagnol : Provincia de Castrovirreyna) est l'une des sept  provinces de la région de Huancavelica, dans le centre du Pérou. Son chef-lieu est la ville de Castrovirreyna.

## Géographie
La province couvre une superficie de 3 984,62 km2. Elle est limitée au nord par la province de Huancavelica, à l'est par la province de Huaytará, au sud par la région d'Ica et à l'ouest par la région de Lima.

## Population
La population de la province s'élevait à 454 797 habitants en 2007.

## Subdivisions
La province de Castrovirreyna est divisée en douze districts :
- Arma
- Aurahuá
- Capillas
- Castrovirreyna
- Chupamarca
- Cocas
- Huachos
- Huamatambo
- Mollepampa
- San Juan
- Santa Ana
- Tantara
- Ticrapo